# Pio Gonçalo Alves de Sousa
Pio Gonçalo Alves de Sousa (Lanheses, Viana do Castelo, 20 de Abril de 1945) é um bispo católico português, bispo-auxiliar-emérito da Diocese do Porto, exercendo funções desde 2011. Foi administrador apostólico do Porto até que D. António Francisco dos Santos, eleito bispo do Porto por sua Santidade o Papa Francisco a 21 de Fevereiro de 2014, tomasse posse da diocese.

## Biografia
Natural da Diocese de Viana do Castelo, em 1968-1969, D. Pio Gonçalo Alves de Sousa foi coadjutor na paróquia de Creixomil, Guimarães, e licenciou-se em Teologia na Universidade de Navarra (1969-1971), onde fez, com bolsa de estudos da Fundação Calouste Gulbenkian, o doutoramento na área de Teologia Patrística (1974).
De 1972 a 1983, foi docente desta Universidade onde leccionou, na Faculdade de Teologia, disciplinas da área da Patrologia e Teologia Patrística e, nas Faculdades de Farmácia, Ciências Biológicas e Filosofia e Letras, Teologia para Universitários.
Em 1983 regressou a Braga, onde foi professor no Instituto Superior de Teologia (Seminário Conciliar de Braga) de disciplinas da área da Patrologia e também de Teologia Dogmática.
Entre 1983 e 1994 colaborou na paróquia de Maximinos e na Matriz de Ponte de Lima.
Nomeado cónego da Sé de Braga em 1987, foi eleito estre-escola (1987-1990), chantre (1990-2003) e deão (2003-2011).
Em 1987, com a incorporação do Instituto Superior de Teologia na Faculdade de Teologia da Universidade Católica Portuguesa (UCP), passou a integrar o quadro docente desta Faculdade.
Colaborou na Paróquia de Nossa Senhora de Fátima e Nossa Senhora das Dores em Lisboa (1999-2000) e voltou posteriormente a colaborar em Ponte de Lima entre 2001 e 2003.
Foi Director Adjunto do Núcleo de Braga da Faculdade de Teologia (1991-1996; 2002-2007); Vice-Reitor da Universidade Católica Portuguesa (1994-2000) e Presidente da Comissão Instaladora do Centro Regional de Braga da UCP (2007-2009).
Foi Director do Arquivo e Biblioteca da Sé de Braga e Director do Tesouro-Museu da Sé de Braga e, nessa qualidade, presidiu aos trabalhos de ampliação e remodelação das suas instalações e coordenou a preparação da exposição permanente «Raízes de Eternidade. Jesus Cristo, Uma Igreja».
Foi nomeado pelo Papa Bento XVI bispo-auxiliar da Diocese do Porto a 18 de Fevereiro de 2011, com o título de bispo-titular de Águas Flávias e foi ordenado bispo a 10 de Abril de 2011 na Cripta da Basílica do Sameiro por D. Jorge Ortiga, D. Manuel Clemente e D. Anacleto Oliveira. Escolheu para seu lema episcopal "Caritas in Veritate" (Caridade na Verdade).
É o Presidente da Comissão Episcopal da Cultura, Bens Culturais e Comunicações Sociais eleito em 8 de Novembro de 2011.
Foi, entre 1 de julho de 2013 e 21 de fevereiro de 2014, administrador apostólico da Diocese do Porto.
Em 2023, a sua renúncia às funções de bispo auxiliar do Porto foi aceite pelo Papa Francisco.

## Publicações
Integrou ou integra diferentes órgãos assessores ou directivos das revistas Cenáculo, Scripta Theologica, Theologica, Lusitania Sacra, Communio, Anuario de Historia de la Iglesia. Tem trabalhos científicos publicados em revistas portuguesas e estrangeiras e participou, igualmente, no País e no estrangeiro em numerosos congressos.
Dos trabalhos publicados destacam dois dos seus livros: «El sacerdocio en los libros De Sacerdotio de San Juan Crisóstomo»; «Patrologia Galaico-Lusitana».